# Rubus perrobustus
Rubus perrobustus — вид квіткових рослин з родини трояндових (Rosaceae). Ареал: Німеччина (Баварія, Гессен, Саксонія), Австрія, Польща, Чехія, Словаччина, Угорщина, Словенія.